# Ożańsk
Ożańsk – wieś w Polsce, położona w województwie podkarpackim, w powiecie jarosławskim, w gminie Pawłosiów.
W latach 1975–1998 miejscowość administracyjnie należała do województwa przemyskiego.

## Części wsi
| SIMC    | Nazwa     | Rodzaj    |
| ------- | --------- | --------- |
| 0607860 | Kalinówka | część wsi |
| 0607877 | Ogrody    | część wsi |
| 0607883 | Za Wsią   | część wsi |